# Rajon Rondo
Rajon Pierre Rondo (Louisville, Kentucky; 22 de febrero de 1986) es un exjugador de baloncesto estadounidense que disputó 17 temporadas en NBA. Mide 1,85 metros de altura y jugaba en la posición de base.
En 2008 ganó su primer anillo de campeón de la NBA (con los Boston Celtics) y en 2020 el segundo (este con Los Angeles Lakers), siendo el primer jugador en conseguirlo en ambos equipos, ya que Clyde Lovellette lo consiguió en 1954 con los Minneapolis Lakers (cuando la franquicia todavía no se había mudado a Los Ángeles) y en 1964 con los Boston Celtics.

## Trayectoria deportiva

### Instituto
Rondo asistió al Louisville's High School del Este. Durante su tercer año, Rondo promedió 27,6 puntos por partido, 10 rebotes y 7,5 asistencias, siendo nombrado como jugador All-State y fue nombrado el séptimo jugador de la región del año. Al pasar a su último año de instituto, fue trasladado al Virginia's Oak Hill Academy, donde promedió 21 puntos por partido y 12 asistencias por partido, para ser nombrado en 2004 como jugador All-American de McDonald y jugó el Jordan Brand Classic. Además tiene el récord del estado en puntos en un partido con 137, en el segundo en todos los Estados Unidos.

### Universidad
Pasó dos años en la Universidad de Kentucky, donde fue pieza clave en la victoria de varios partidos en los últimos segundos, como contra Louisville o South Carolina, pero su equipo no pudo alcanzar la Final Four de la NCAA en ninguna de las dos temporadas. Fue incluido en el mejor equipo de novatos de la Southeastern Conference, y consiguió el récord de robos en una temporada de su universidad.La muerte de Spencer Ronson unos de sus mejores amigos marcó su infancia y a partir de ahí se centró más en su carrera deportiva y se alejó de las calles (lleva un tatuaje dedicado a él).
Consiguió unos promedios de 24,2 puntos, 6,1 rebotes, 7,9 asistencias y 3,1 robos de balón, y a pesar de no estar reconocido como un gran tirador, consiguió unas cifras de 32 de 65 lanzamientos de 3, un 50,2%.
Fue elegido para jugar con la selección de Estados Unidos el Campeonato del Mundo sub-21 disputado en Argentina, donde a pesar de que solo alcanzaron el quinto puesto, tuvo una buena actuación que le sirvió como escaparate para los numerosos ojeadores de la NBA que allí se encontraban.

#### Estadísticas
| Año     | Equipo   | PJ | PT | MPP  | %TC  | %3P  | %TL  | RPP | APP | ROB | TPP | PPP  |
| ------- | -------- | -- | -- | ---- | ---- | ---- | ---- | --- | --- | --- | --- | ---- |
| 2004–05 | Kentucky | 34 | 34 | 25.1 | .510 | .303 | .583 | 2.9 | 3.5 | 2.6 | .2  | 8.1  |
| 2005–06 | Kentucky | 34 | 28 | 31.0 | .482 | .273 | .571 | 6.1 | 4.9 | 2.0 | .1  | 11.2 |
| Total   | Total    | 68 | 62 | 28.1 | .493 | .283 | .577 | 4.5 | 4.2 | 2.3 | .2  | 9.6  |

### Profesional

#### Boston Celtics

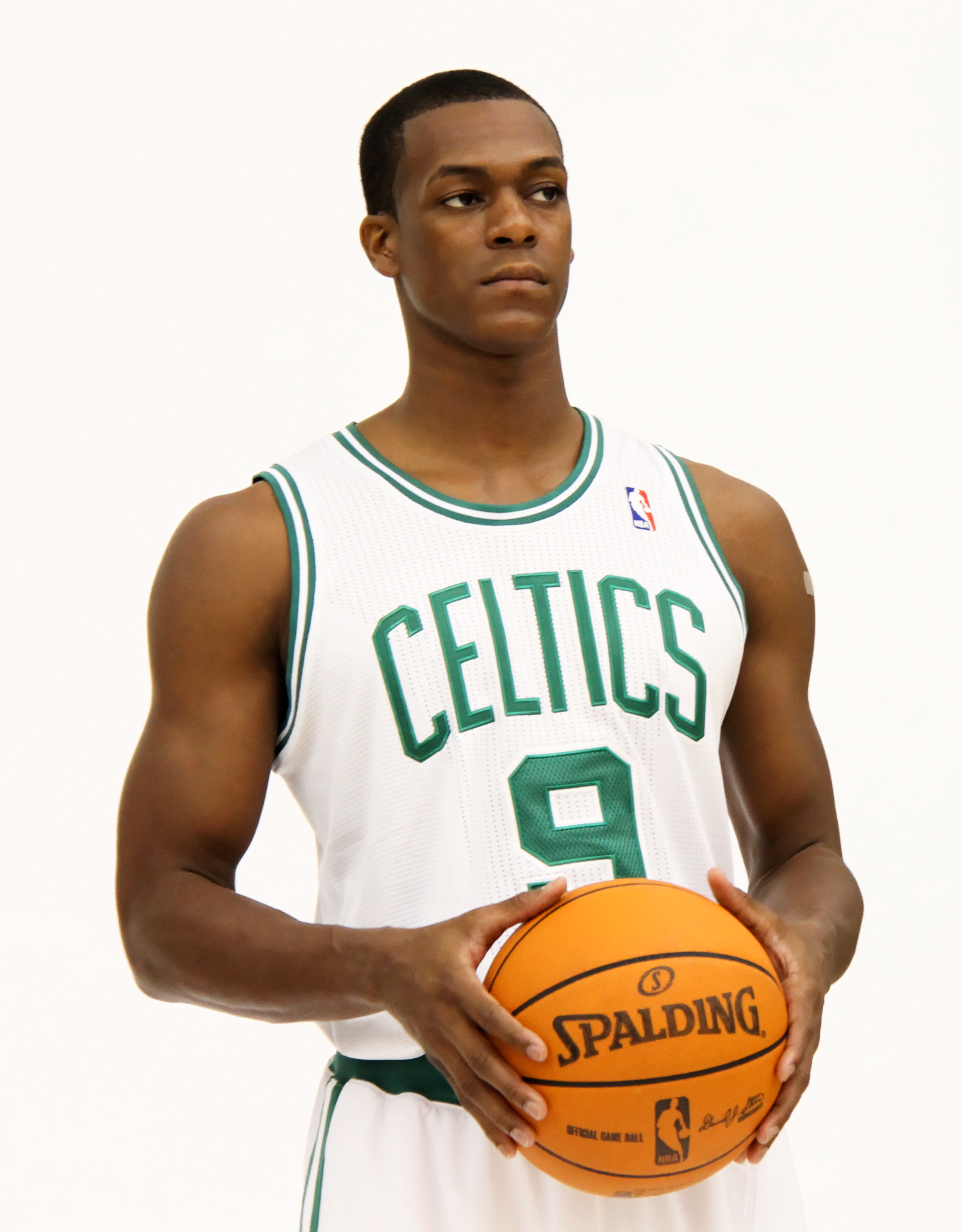
Rondo con los Celtics en 2010.

Fue elegido en el puesto 21 del Draft de la NBA de 2006 por los Phoenix Suns, los cuales inmediatamente lo traspasaron a Boston Celtics. En su primera temporada como profesional fue titular y al concluir la temporada fue incluido en el segundo mejor quinteto de rookies del año. También consiguió encabezar la clasificación de robos de balón por 48 minutos de juego, con 3,36, siendo décimo en la clasificación global. En su segundo año, ha disputado 77 partidos de la liga regular, fue elegido entre los jugadores sophomore que disputaron el partido del All Star y ha mejorado ostensiblemente sus promedios hasta los 25,6 puntos, 4,2 rebotes y 7,1 asistencias. A pesar de la llegada de Sam Cassell, siguió siendo el base titular de los Celtics.
En la temporada 2007/08 ganó la NBA, venciendo en la final a Los Angeles Lakers. En el segundo partido de las finales logró 16 asistencias, que fue el récord en toda la final. También logró un histórico triple-doble con 29 puntos, 18 rebotes y 13 asistencias en el partido de semifinales de conferencia contra Cleveland Cavaliers.
En la temporada 2008/09 los Celtics llegan a jugar los playoffs, pero con las bajas por lesión de Kevin Garnett y Leon Powe los Celtics no pasarían de las semifinales de conferencia, cayendo ante Orlando Magic, subcampeones de la NBA ese mismo año. Pese a todo, en la primera ronda frente a Chicago Bulls, el 9 de los Celtics promedió casi un triple doble en los 7 partidos que duró la serie.
El 14 de febrero de 2010, participa por primera vez en el All-Star, gracias a los buenos números que promedia en la temporada regular.
En la temporada 2009/10, los Celtics, llegan a la final de la NBA, dejando por el camino, a Orlando Magic, en las finales de conferencia, y a los Cavaliers de LeBron James en semifinales. Llegan hasta las finales de la NBA, donde pierden 4-3 ante los Lakers.

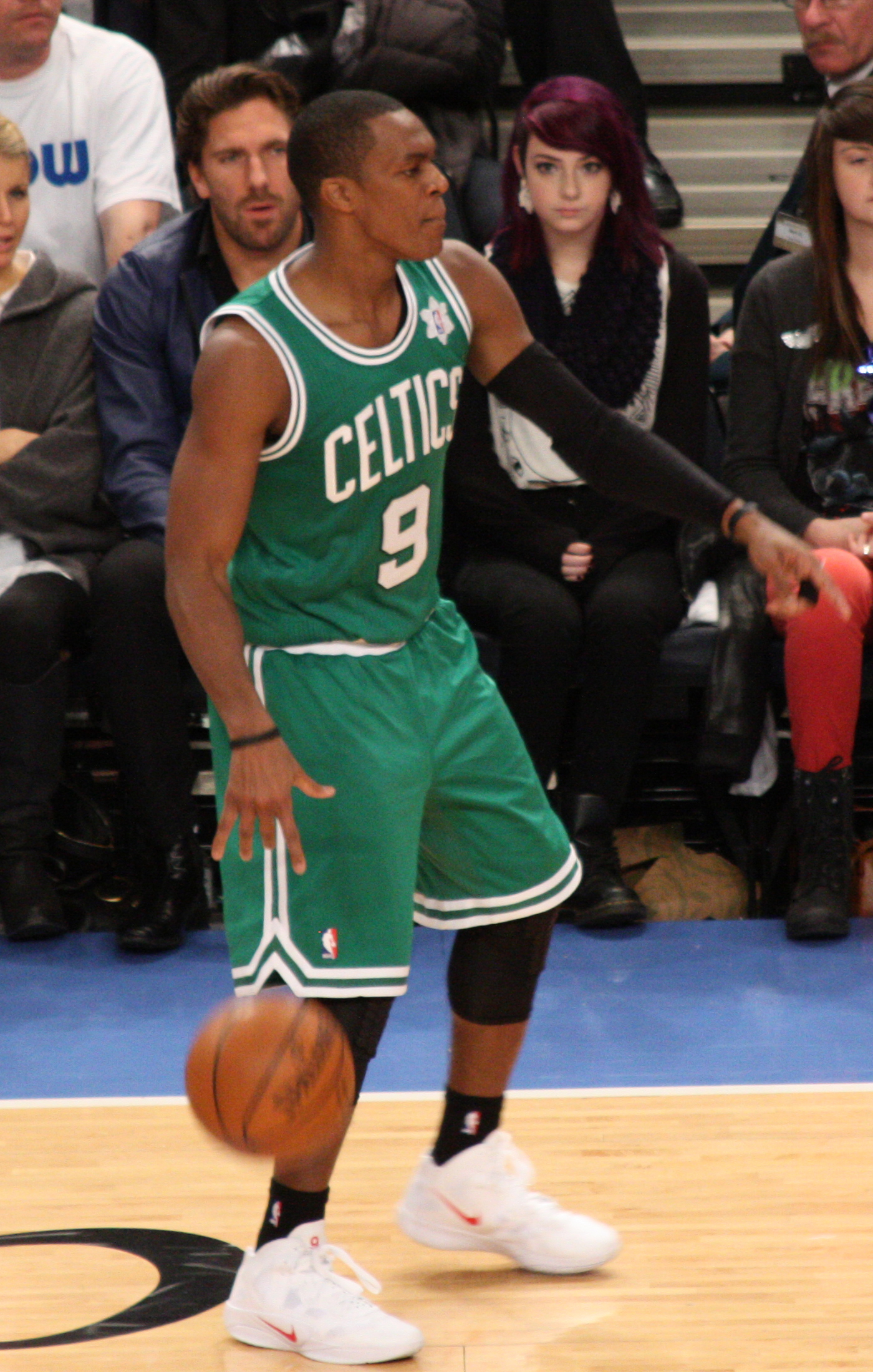
Rondo en diciembre de 2011

En la temporada 2010/11, tuvo un excelente arranque de temporada, marcando en el primer partido 17 asistencias, y en el segundo con 24 asistencias además de un triple-doble (10 puntos - 10 rebotes) frente a los New York Knicks, con lo cual terminó siendo él, junto a Isiah Thomas como los únicos jugadores en la historia de la NBA en marcar 24 asistencias y un triple-doble. Su marca de 50 asistencias en los primeros 3 partidos de la temporada, lo dejó atado junto con John Stockton, con la marca de asistencias en los primeros 3 partidos de temporada. Aportando con 17 asistencias en el cuarto partido, y otras 15 en el quinto, terminó fijando un nuevo récord de asistencias en los primeros 5 partidos de la temporada con 82 asistencias. Pero no pudo escaparse de las lesiones, como la de la fascitis plantar en el pie, junto a 3 partidos en noviembre debido a una lesión en un tendón de la corva izquierda, también tuvo un esguince en el tobillo izquierdo el 15 de diciembre de 2010, lo cual le hizo perderse los próximos siete partidos.
Llegaron a los Playoffs de 2011, teniendo que enfrentarse a los New York Knicks, y el 22 de abril, en el tercer partido hizo un triple-doble con 20 asistencias, estableciendo así un récord en el equipo de los Celtics. En la siguiente ronda, los Celtics se enfrentaban a los Heat de Wade y LeBron, serie en la cual acabó lesionado en el tercer partido (codo dislocado, a causa de una acción de Dwyane Wade), haciendo lo posible por jugar, a pesar de que esa lesión lo podría haber dejado fuera por 8 partidos, a pesar de los esfuerzos los Celtics perdieron la serie 4 a 1 terminando así la temporada, en la cual fue seleccionado para el All-Star Game en Los Ángeles, y también fue seleccionado para el mejor quinteto defensivo de la NBA.
En los playoffs de 2012 llevó a su equipo a la Final de la Conferencia contra Miami Heat la cual perdieron en siete partidos. Obtuvo una marca personal al encestar 44 puntos a Miami a pesar de sufrir una lesión.
Es el segundo jugador de la historia en conseguir 10 asistencias en más partidos consecutivos, empatando con John Stockton en 37, y solo por detrás de Magic Johnson, que consiguió 46 partidos dando más de 10 asistencias. El récord de Johnson se quedó fuera de su alcance cuando lo expulsaron al filo del descanso en un partido contra Brooklyn Nets por pelearse con el ala-pívot Kris Humphries. 
El 25 de enero de 2013 en un partido contra Atlanta Hawks se lesionó de gravedad del ligamento anterior cruzado de la pierna derecha perdiéndose lo restante de la temporada. Tuvo que ser remplazado para en el juego del All-Star debido a su lesión. Se reincorpora a la disciplina del equipo al inicio de la temporada 2013-14.

#### Dallas Mavericks
El 18 de diciembre de 2014, Rondo fue traspasado, junto con Dwight Powell a los Dallas Mavericks a cambio de Brandan Wright, Jae Crowder, Jameer Nelson, una selección de primera ronda del draft de 2015 y una segunda ronda del draft de 2016.

#### Sacramento Kings
El 4 de julio de 2015, Rondo firma un contrato de 10 millones de dólares por un año con los Sacramento Kings con esperanzas de relanzar su carrera tras una decepcionante actuación en los Dallas Mavericks la temporada pasada.

#### Chicago Bulls
El 7 de julio de 2016 firmó con los Chicago Bulls. El 30 de junio de 2017 fue cortado por los Bulls.

#### New Orleans Pelicans
El 15 de julio de 2017 llegó a un acuerdo con los New Orleans Pelicans, firmando por una temporada.
El 27 de diciembre de 2017, en el juego vs Brooklyn Nets Rajon consiguió 25 asistencias, superando tanto su récord personal, como el de la franquicia de los Pelicans, y siendo el primer jugador en conseguir 25 o más asistencias en un juego desde que Jason Kidd lo hiciera en 1996.

#### Los Angeles Lakers
En julio de 2018 firma con Los Lakers por una temporada con un salario de 9 millones de dólares. Aunque no tuvo una mala temporada estuvo bastante limitado debido a las lesiones que sufrió y la suspensión por una pelea que tuvo en un partido contra Chris Paul de los Rockets de Houston, situaciones que lo hicieron perderse varios partidos.
En julio de 2019 los Lakers le renuevan el contrato por un año.
El 11 de octubre de 2020 se proclama campeón de la NBA por segunda vez en su carrera tras vencer a Miami Heat en la final de la NBA.

#### Atlanta Hawks y LA Clippers
Después de dos años en Los Ángeles, el 21 de noviembre de 2020, ficha por Atlanta Hawks. Pero el 25 de marzo de 2021, es traspasado a Los Angeles Clippers a cambio de Lou Williams.

#### Regreso a Lakers
El 15 de agosto de 2021 es traspasado, junto a Patrick Beverley y Daniel Oturu a Memphis Grizzlies a cambio de Eric Bledsoe. Pero el 28 de agosto acuerda una rescisión de contrato (buyout) con los Grizzlies. El 30 de agosto, firma por un año y $2,6 millones con Los Angeles Lakers.

#### Cleveland Cavaliers
El 31 de diciembre de 2021 es traspasado a Cleveland Cavaliers, a cambio de Denzel Valentine.

#### Retirada
Tras dos temporadas sin jugar, el 2 de abril de 2024 y con 38 años, anuncia su retirada del baloncesto profesional tras 17 temporadas en la NBA.
En octubre de 2024 se une al cuerpo técnico de los Milwaukee Bucks como asistente de Doc Rivers.

## Estadísticas de su carrera en la NBA
|  | Denota temporadas en las que su equipo fue Campeón de la NBA |
|  | Líder de la liga                                             |

### Temporada regular
| Año      | Equipo        | PJ  | PT  | MPP  | %TC  | %3P  | %TL   | RPP | APP  | ROB | TPP | PPP  |
| -------- | ------------- | --- | --- | ---- | ---- | ---- | ----- | --- | ---- | --- | --- | ---- |
| 2006-07  | Boston        | 78  | 25  | 23.5 | .418 | .207 | .647  | 3.7 | 3.8  | 1.6 | .1  | 6.4  |
| 2007-08  | Boston        | 77  | 77  | 29.9 | .492 | .263 | .611  | 4.2 | 5.1  | 1.7 | .2  | 10.6 |
| 2008-09  | Boston        | 80  | 80  | 33.0 | .505 | .313 | .642  | 5.2 | 8.2  | 1.9 | .1  | 11.9 |
| 2009-10  | Boston        | 81  | 81  | 36.6 | .508 | .213 | .621  | 4.4 | 9.8  | 2.3 | .1  | 13.7 |
| 2010-11  | Boston        | 68  | 68  | 37.2 | .475 | .233 | .568  | 4.4 | 11.2 | 2.3 | .2  | 10.6 |
| 2011-12  | Boston        | 53  | 53  | 36.9 | .448 | .238 | .597  | 4.8 | 11.7 | 1.8 | .1  | 11.9 |
| 2012-13  | Boston        | 38  | 38  | 37.4 | .484 | .240 | .645  | 5.6 | 11.1 | 1.8 | .2  | 13.7 |
| 2013-14  | Boston        | 30  | 30  | 33.3 | .403 | .289 | .627  | 5.5 | 9.8  | 1.3 | .1  | 11.7 |
| 2014-15  | Boston        | 22  | 22  | 31.8 | .405 | .250 | .333  | 7.5 | 10.8 | 1.7 | .1  | 8.3  |
| 2014-15  | Dallas        | 46  | 46  | 28.7 | .436 | .352 | .452  | 4.5 | 6.5  | 1.2 | .1  | 9.3  |
| 2015-16  | Sacramento    | 72  | 72  | 35.2 | .454 | .365 | .580  | 6.0 | 11.7 | 2.0 | .1  | 11.9 |
| 2016-17  | Chicago       | 69  | 42  | 26.7 | .408 | .376 | .600  | 5.1 | 6.7  | 1.4 | .2  | 7.8  |
| 2017-18  | Nueva Orleans | 65  | 63  | 26.2 | .468 | .333 | .543  | 4.1 | 8.2  | 1.1 | .2  | 8.3  |
| 2018-19  | L.A. Lakers   | 46  | 29  | 29.8 | .405 | .359 | .639  | 5.3 | 8.0  | 1.2 | .2  | 9.2  |
| 2019-20  | L.A. Lakers   | 48  | 3   | 20.5 | .418 | .328 | .659  | 3.0 | 5.0  | .8  | .0  | 7.1  |
| 2020-21  | Atlanta       | 27  | 2   | 14.9 | .400 | .378 | .500  | 2.0 | 3.5  | .7  | .1  | 3.9  |
| 2020-21  | L.A. Clippers | 18  | 1   | 20.4 | .486 | .432 | 1.000 | 3.1 | 5.8  | 1.0 | .1  | 7.6  |
| 2021-22  | L.A. Lakers   | 18  | 0   | 16.1 | .324 | .267 | .500  | 2.7 | 3.7  | .7  | .3  | 3.1  |
| 2021-22  | Cleveland     | 21  | 1   | 19.4 | .429 | .397 | .750  | 2.8 | 4.9  | .9  | .0  | 6.2  |
| Total    | Total         | 957 | 733 | 29.9 | .456 | .324 | .611  | 4.5 | 7.9  | 1.6 | .1  | 9.8  |
| All-Star | All-Star      | 3   | 0   | 18.7 | .545 | .000 | .000  | 1.7 | 7.0  | .3  | .0  | 4.0  |

### Playoffs
| Año   | Equipo        | PJ  | PT  | MPP  | %TC  | %3P  | %TL  | RPP | APP  | ROB | TPP | PPP  |
| ----- | ------------- | --- | --- | ---- | ---- | ---- | ---- | --- | ---- | --- | --- | ---- |
| 2008  | Boston        | 26  | 26  | 32.0 | .407 | .250 | .691 | 4.1 | 6.6  | 1.7 | .3  | 10.2 |
| 2009  | Boston        | 14  | 14  | 41.2 | .417 | .250 | .657 | 9.7 | 9.8  | 2.5 | .2  | 16.9 |
| 2010  | Boston        | 24  | 24  | 40.6 | .463 | .375 | .596 | 5.6 | 9.3  | 1.9 | .1  | 15.8 |
| 2011  | Boston        | 9   | 9   | 38.3 | .477 | .000 | .632 | 5.4 | 9.6  | 1.1 | .0  | 14.0 |
| 2012  | Boston        | 19  | 19  | 42.6 | .468 | .267 | .696 | 6.7 | 11.9 | 2.4 | .1  | 17.3 |
| 2015  | Dallas        | 2   | 2   | 18.5 | .450 | .500 | .000 | 1.0 | 3.0  | .0  | .0  | 9.5  |
| 2017  | Chicago       | 2   | 2   | 33.7 | .423 | .000 | .500 | 8.5 | 10.0 | 3.5 | .5  | 11.5 |
| 2018  | New Orleans   | 9   | 9   | 33.6 | .413 | .421 | .643 | 7.6 | 12.2 | 1.4 | .2  | 10.3 |
| 2020  | L.A. Lakers   | 16  | 0   | 24.7 | .455 | .400 | .684 | 4.3 | 6.6  | 1.4 | .1  | 8.9  |
| 2021  | L.A. Clippers | 13  | 0   | 16.9 | .340 | .393 | .667 | 2.6 | 3.8  | .4  | .2  | 4.2  |
| Total | Total         | 134 | 105 | 34.0 | .440 | .330 | .649 | 5.6 | 8.5  | 1.7 | .2  | 12.5 |

## Vida personal
Rondo nacido en Louisville, y tiene tres hermanos. Tiene poco contacto con su padre, que les abandonó cuando tenía 7 años.
Para sostener a la familia su madre trabajó en Philip Morris USA, la multinacional tabacalera.
Durante el lockout de la NBA, en 2011, puso en marcha la Fundación Rajon Rondo para que los niños que viven en zonas de bajos ingresos, reciban recursos seguros, confiables y una esperanza para el futuro.

### Incidente doméstico
En mayo de 2022, su expareja y madre de sus dos hijos, solicitó protección a las autoridades en Louisville (Kentucky), alegando que este la amenazó con un arma. Un juez dictaminó una orden de alejamiento de un mínimo de 150 metros de la mujer y sus hijos y obligado a entregar temporalmente cualquier arma de fuego que posea.
Según la denuncia, la exmujer le pidió a su hijo que recogiera su ropa mientras estaban jugando a un videojuego. Tras ello, Rondo, respondió de manera furiosa, arrancando la consola de la pared, rompiendo varios objetos de la casa y le dijo, ‘Estás muerta’, antes de salir de la casa y regresar con un arma, exigiendo ver a sus hijos, a los que también les gritaría por tenerle miedo. El jugador abandonaría la escena después de que llegase la policía.

### Arresto
En enero de 2024, fue arrestado por posesión ilegal de arma de fuego, portar utensilios de drogas y marihuana, mientras conducía su coche en el condado de Jackson, Indiana.